# オク (アイスランド)
オク (Ok) はアイスランド中央高地にある高さ 1198mの楯状火山であり、ラゥングヨークトルの西に位置する。更新世中の間氷期に噴火したことが分かっている。
オク山の山頂付近には、かつては氷河があったと考えられている。